# バイナイ・ゴルドン
バイナイ・ジェルジュ・ゴルドン（Bajnai György Gordon、1968年3月5日 - ）は、ハンガリーの政治家。同国首相（2009年4月14日 - 2010年5月29日）。
2009年3月21日に、ジュルチャーニ・フェレンツ前首相が辞意を表明したことに伴い、社会党と2008年に連立政権を離脱した自由民主同盟によって首相候補に推薦され、4月14日に首相に選出された。

## 経歴
セゲドに生まれる。1991年にブダペシュト経済行政大学を卒業した。フェレンツ前首相とは、学生時代のサッカーの趣味を通した、旧知の間柄だという。
修士号を取得した後は金融コンサルタントとなり、1993年にはロンドンの欧州復興開発銀行に派遣されている。
その後は、証券会社勤務や投資会社社長などを経て、学生時代から親交を結んでいたフェレンツの誘いにより、政治に関わるようになった。2006年7月1日に国家開発庁・開発政策政府コミッショナーに就任したのを皮切りに、2007年7月1日には地方自治体・地域開発大臣、2008年5月1日には国家開発・経済大臣を務めるなど、政府の要職を歴任したが、一貫して無所属を貫いた。
首相に就任以降は、2010年の任期満了に伴う次期総選挙までの間は経済危機の解決に尽力するのみで、政治的野心は無いことを主張。任期満了をもって政界を引退することを公言していた。しかし、2012年10月に政界復帰宣言を行い、自身が設立した政治団体「愛国と進歩」協会と市民団体「報道の自由のための100万人」及び「ハンガリー連帯運動」と政治グループ「共に2014年」を結成、翌2013年3月に政党として改組した。